# Micrommata virescens
Micrommata virescens és una espècie d'aranya de la família dels esparàssids (Sparassidae). Fou descrita per primera vegada per C. Clerck l'any 1757.

## Descripció i comportament
El mascle mesura uns 9 mm i la femella assoleix els 14 mm. Encara que viu per tot Europa és més freqüent trobar-la en regions meridionals. Està present a Europa, Turquia, el Caucas, Rússia a Àsia central, Xina, Corea, Japó.
El més cridaner d'aquesta espècie és el seu brillant color verd. Una de les seves particularitats és que el seu aparellament dura molt (fins i tot 7 hores). Les pupes es col·loquen en refugis que les aranyes construeixen entre les fulles.

## Sinonímies
Segons el World Spider Catalog amb data del 10 de gener de 2018 hi ha les següents sinonímies:
- Araneus virescens Clerck, 1757
- Araneus roseus Clerck, 1757
- Aranea viridissima De Geer, 1778
- Aranea virescens Schrank, 1781
- Aranea rosea Olivier, 1789
- Aranea smaragdula Fabricius, 1793
- Micrommata smaragdina Latreille, 1804
- Sparassus smaragdulus Walckenaer, 1805
- Sparassus roseus Walckenaer, 1805
- Sparassus virescens C. L. Koch, 1837
- Micrommata viridissima valvulata Franganillo, 1913
- Micrommata viridissima Reimoser, 1931
- Micrommata rosea Simon, 1932
- Micrommata roseum  Miller, 1971